# Фаренгейт 9/11
«Фаренге́йт 9/11» (англ. Fahrenheit 9/11) — фільм-памфлет (Документальне дослідження причетності Джорджа Буша щодо трагедії 11 вересня). Головна тема фільму — джерела тероризму та боротьба з ними. Особливо приділили увагу події 11 вересня 2001 року. Режисер показав події 11 вересня 2001 року, піддав критиці політику президента Сполучених Штатів Джорджа Буша і висвітлів власну думку щодо причин воєн в Афганістані та Іраку. У фільмі наведено факти, що дозволяють допустити взаємовигідний зв'язок керівництва США з терористичними угрупуваннями. 
Режисер: Майкл Мур. Країна виробник: США. Тривалість — 110 хв.